# Komand
Komand (persiska: كمند) är en ort i Iran.   Den ligger i provinsen Teheran, i den centrala delen av landet, 130 km öster om huvudstaden Teheran. Komand ligger 2 048 meter över havet och antalet invånare är 456.
Terrängen runt Komand är huvudsakligen kuperad. Komand ligger nere i en dal.Runt Komand är det ganska glesbefolkat, med 23 invånare per kvadratkilometer. Närmaste större samhälle är Fīrūzkūh, 8,2 km väster om Komand. Trakten runt Komand är ofruktbar med lite eller ingen växtlighet.